# Hey Good Lookin’
Hey Good Lookin’ („Hey du Hübscher“) oder auch Coonskin 2 ist ein Animationsfilm aus dem Jahre 1982, bei dem Ralph Bakshi sowohl als Buchautor, als auch als Regisseur und Produzent wirkte. Der Film spielt in Brooklyn in den 1950er Jahren. Hauptpersonen sind Vinnie, der Anführer einer Gang namens „the Stompers“, sein Freund Crazy Shapiro und ihre Freundinnen, Rozzie und Eva.
Hey Good Lookin’ wurde erstmals 1975 als eine Kombination zwischen Realfilm und Animation fertiggestellt, in der nur die Hauptfiguren animiert wurden und der Rest von lebenden Schauspielern dargestellt wurde, aber die Veröffentlichung wurde verzögert und später auf unbestimmte Zeit verschoben. Warner Bros. fand diese Version des Films nicht zufriedenstellend, außerdem gab es Bedenken hinsichtlich Kontroversen, da der Film eine Gegenreaktion auf den Film Coonskin darstellte.
Im Jahre 1982 wurde dann eine völlig andere Version des Films veröffentlicht, bei der die Realfilm-Sequenzen zum Großteil durch animierte ersetzt und die Dialoge stark überarbeitet und neu aufgelegt wurden. Diese Version wurde in einer limitierten Version in den Vereinigten Staaten verbreitet, blieb dort aber weitgehend unbemerkt von der amerikanischen Öffentlichkeit, sondern entwickelte sich mehr auf den ausländischen Märkten, wo der Film im Kabelfernsehen und auf Video bald Kultstatus erreichte. Die ursprüngliche Version des Films blieb unveröffentlicht.

## Handlung
Eine Frau mittleren Alters trifft nachts auf der Straße auf einen sonderbaren Mann, der ihr die Überreste einer Lederjacke zeigt. Die Frau reagiert darauf hysterisch, bricht in Tränen aus und küsst das Stück Jacke. In Rückblende erzählt der Mann daraufhin die Geschichte der Jacke und wem sie gehört hatte.
Diese Handlung beginnt 1953 in Brooklyn, wo Vinnie der Anführer der Gang „the Stompers“ ist. Er und sein bester Freund Crazy Shapiro führen dort ein schönes, ausschweifendes Leben. Crazys Vater Solly, ein Polizist, hasst seinen Sohn für dessen Lebensstil und versucht routinemäßig, ihn umzubringen. Währenddessen trifft sich Vinnie auf einem alten Basketballfeld mit Rozzie, doch das Treffen wird abrupt von Rozzies jüdischem Vater unterbrochen, der nicht will, dass seine Tochter „irgendetwas tut“ mit Vinnie. Als Vinnie am nächsten Tag auf Rozzie wartet, um sich zu verabschieden, da er die Nacht mit Crazy zusammen in der Stadt verbringen will, erscheint sie nicht; Rozzie war von ihrem Vater ans Bett angekettet worden, damit sie nicht in die Versuchung kommt, „irgendetwas zu tun“. Gegen Ende der Nacht gehen Vinnie und Crazy zum Strand, um dort zu schlafen. Doch als sie am nächsten Morgen erwachen merken sie, dass sie nahe bei duschenden sizilianischen Frauen und deren Gangster-Ehemännern liegen. Während Crazy sich zentimeterweise den Frauen nähert findet Vinnie im Sand vergraben eine Leiche. Aufgrund der Schreie von Vinnie und den Frauen werden sie von den Gangstern bemerkt, die daraufhin auf Crazy einprügeln.
Vinnie flüchtet, trifft aber, weil er auf seiner Flucht die Grenze des Territoriums überschreitet, auf Boogaloo und seine Gang, die „Black Chaplains“, die ihn zu einem Kampf zwischen den Gangs auffordern. Der Verlierer muss sein Territorium an die andere Gang abgeben. Vinnie trifft sich später mit Rozzie und Crazys Freundin, Eva, während Crazy in der Zwischenzeit am Strand alleine alle Gangster getötet hat. Zusammen gehen sie zu einem Konzert, doch auf dem Weg dorthin verursacht einer der Stompers einen Unfall und landet mit seinem Wagen in der Konzerthalle. Dies bringt die Gang dazu, für Vinnie gegen die Chaplains zu kämpfen, obwohl sie das eigentlich nicht wollten. Als zwei der Chaplains durch den Bezirk der Stompers fahren, verfolgen Vinnie, Crazy, Eva und Rozzie die beiden. Sie können sie anhalten und Crazy erschießt sie mit der Dienstwaffe seines Vaters, eines Polizisten. Vinnie versucht aus der Stadt zu verschwinden, da er der Hauptverdächtige im Mordfall der Chaplains ist, jedoch haben das sowohl die Stompers als auch die Chaplains erwartet und halten ihn auf. Bevor der Kampf losgehen kann, trifft Crazys Vater ein, der den Mordfall untersucht und will Vinnie verhaften, da er von Boogaloo den Hinweis bekommen hat, dass er den Täter bei den Stompers suchen soll. Crazy beginnt vom Dach eines nahegelegenen Hauses aus, wahllos in alle Richtungen auf die Straße zu schießen und bewirkt damit, dass die beiden Gangs ebenfalls anfangen zu schießen. Vinnie versucht zu flüchten, wird dabei aber von Solly angeschossen. Crazy fällt vom Dach hinunter, landet dabei auf Solly und tötet damit sich und Solly gleichzeitig. Vinnie verlässt Brooklyn, ohne sich von irgendjemandem zu verabschieden, sodass Rozzie denkt, er hätte den Kampf nicht überlebt.
Am Ende des Films kehrt man wieder zurück in die Gegenwart, Anfang der 1980er Jahre in Long Island, und es stellt sich heraus, dass der sonderbare Mann und die Frau Vinnie und Rozzie sind. Vinnie versucht ihr zu erklären, warum er die Stadt verlassen hat, dass er Zeit brauchte, um über Crazys Tod hinwegzukommen, aber sie entgegnet wütend, dass er lügen würde, sie nur verlassen wollte und seine eigene Haut retten. Doch letztendlich entscheiden sich beide, es noch einmal miteinander zu versuchen.

## Synchronisation
- Richard Romanus: Young Vinnie Genzianna
- David Proval: Crazy Shapiro
- Tina Romanus: Rozzie Featherschneid
- Jesse Welles: Eva
- Phillip Michael Thomas: Boogaloo
- Frank DeKova: Old Vinnie Genzianna
- Angelo Grisanti: Solly
- Candy Candido: Sal

## Produktion
Nachdem die Produktion von Harlem Nights abgeschlossen war, wollte Bakshi eine neue künstlerische Richtung einschlagen, in der Realfilm und Animation nebeneinander existieren sollten. Bakshi begann mit dem Schreiben an Hey Good Lookin’ während er an Coonskin und dem Storyboard zu einer geplanten Serie von ABC arbeitete. Für die Charaktere Vinnie und Crazy nahm Bakshi seine Freunde von der High School, Norman Darrer und Allen Schechterman, als Grundlage. Warner Bros. hatten zuvor beschlossen, den Film Fritz the Cat herauszubringen, bevor sie beginnen, ein anderes Projekt von Bakshi zu finanzieren, gaben der Produktion aber dann im Jahre 1973 grünes Licht. Von Bakshis Studio aus wurden einige afroamerikanische Animatoren angemietet, in einer Zeit, in der diese nicht oft von großen Animationsstudios beschäftigt wurden. Doch nach der Kontroverse über den Film Coonskin verließen einige dieser Animatoren sein Studio, was ihn in Produktionsschwierigkeiten für Hey Good Lookin’ brachte.
Die Dreharbeiten begannen im Jahre 1974 mit einem Budget von 1,5 Mio.  US-Dollar. Die Vorproduktion dauerte einschließlich Castings eine Woche. Die meisten Szenen wurden direkt in New York gedreht, einige weniger wichtige auch in den Studios von Warner Bros. in Los Angeles. Bakshi wollte den gesamten Film sehr surrealistisch gestalten, indem verrückte Typen, die von echten Schauspielern gespielt wurden, sich im Film mit animierten Charakteren unterhalten. Beispielsweise wurden Yaphet Kotto und die Glam-Rock-Band New York Dolls für die Realfilm-Szenen gecastet, wobei die New York Dolls Homosexuelle spielen sollten. Die Schauspieler von Hexenkessel, Richard Romanus und David Proval sollten die Stimmen von Vinnie und Crazy übernehmen. Viele der Realfilm-Szenen beinhalteten Improvisationen, bei denen Bakshi nur die Voraussetzungen vorgab und die Schauspieler dann ihre eigenen Dialoge gestalten ließ. Beispielsweise bauten die Schauspieler der Chaplains in den Kampfszenen Popping- und Breakdance-Elemente mit ein, was Anfang der 1970er Jahre noch untypisch war.

### Musik
Bakshi hatte ursprünglich Lieder aus seiner eigenen Plattensammlung für den Soundtrack ausgewählt, die aber aufgrund der hohen Kosten für die Lizenzierung nicht verwendet wurden. Ursprünglich stammte die Musik der Produktion von 1974 vom Sänger Daniel Hicks, doch aufgrund der Verzögerung des Filmstarts veröffentlichte Hicks’ Label dieses Material vorzeitig unter dem Titel It Happened One Bite. Als der Film dann im Jahre 1982 veröffentlicht wurde, wurde ein neuer Soundtrack von John Madara aufgenommen. Im Jahre 2006 wurde ein Album zum Soundtrack veröffentlicht.

### Verfilmung
Fast der gesamte Film wurde nachts aufgenommen, weil Bakshi meinte, dass Tageslicht die Szenen weniger glaubhaft erscheinen lassen würde. Bakshi erzählte, dass die Schauspieler während des ersten Drehtages nicht dazu in der Lage waren, ihre Rollen natürlich wirkend zu spielen, aber sobald die Kameras ausgeschaltet waren, sich so zu verhalten begonnen hätten, wie er es eigentlich von ihnen erwartet hatte. Allerdings waren zu diesem Zeitpunkt keine Kameraleute da, um das aufzunehmen, weswegen Bakshi es selbst filmte. Als er dem Kameramann William A. Fraker davon erzählte, verließ dieser die Produktion und wurde ersetzt von einem jungen Kameramann, der noch nie vorher in einer Filmproduktion mitgearbeitet hatte.

## Postproduktion und Veröffentlichung
Während der Postproduktion des Films bemerkte Bakshi, dass die benötigten Kosten um die Realfilm-Szenen mit animierten Charakteren zu ergänzen höher waren als das Budget des Films. Um diese Szenen dennoch fertigzustellen, erwarben Bakshi und sein Kameramann Ted C. Bemiller eine 35-mm-Kamera, um das Filmmaterial auf Glas unter der Animationskamera zu projizieren, was darauf reflektiert wurde, wo die Animation gefilmt wurde. Dieselbe Technik wurde auch für die Rotoskopie-Szenen im Film Der Herr der Ringe von Bakshi verwendet. Bakshi selbst sagt, dass sie versucht hätten, es wie einen richtigen Realfilm aussehen zu lassen, auch wenn animierte Figuren darin enthalten sind.
Bei den Internationalen Filmfestspielen von Cannes 1975 wurde eine dreiminütige Promoversion des Realfilms gezeigt, die in Besitz des UCLA Film and Television Archives ist. Ursprünglich war die Veröffentlichung des Films für Weihnachten 1975 geplant, wurde aber erst auf Sommer 1976, dann auf Ende 1977 und schließlich auf unbestimmte Zeit verschoben. Warner Bros. waren besorgt darüber, ob der Film eine Kontroverse lostreten würde, als Rückwirkung der Kontroversen um den Film Coonskin, obwohl Hey Good Lookin’ keinerlei politisches beinhaltete. Das Studio meinte außerdem, dass der Film „unveröffentlichbar“ wäre, aufgrund der Kombination aus Realfilm und Animation und wollte daher nicht weiter Geld hinein investieren. Bakshi finanzierte den Abschluss des Films selbst, aus den Gagen, die er als Regisseur anderer Filme zwischen 1976 und 182 erhalten hatte, wie Wizards, Der Herr der Ringe und American Pop.
Der damalige Präsident von Warner Bros., Frank Wells, war der Meinung, Hey Good Lookin’ müsste vor der Veröffentlichung erst noch komplett überarbeitet werden, dabei sowohl die Dialoge umarbeiten, als auch ein paar Szenen neu verfilmen, weil sie in der Marktforschung noch nicht gut getestet worden wären. Bei den Treffen während der Produktion sagte Wells Bakshi, er hätte seine Vertragspflichten nicht erfüllt und mehr Realfilm-Elemente verarbeitet als angekündigt, doch Bakshis Rechtsanwalt konnte das Studio davon überzeugen, ihn nicht zu verklagen.
Der Großteil des Realfilm-Materials wurde gestrichen, doch weil Bakshi die Breakdance-Szenen behalten wollte, benutzte er Rotoskopie, um das Filmmaterial zu animieren. Er animierte aber aus finanziellen Gründen nicht das gesamte Material. Es wurde auch nur ein kleiner Teil der Dialoge behalten, sondern stattdessen von Proval, Romanus, und Philip Michael Thomas neu aufgenommen, die auch in Coonskin mitgewirkt hatten.
Nach dem Erfolg von Heavy Metal und American Pop bildete Warner Bros. eine spezielle Abteilung für die Veröffentlichung der zweiten Version von Hey Good Lookin’. Er wurde schließlich in New York am 1. Oktober 1983 und in Los Angeles im Januar 1983 veröffentlicht. Obwohl der Film von der amerikanischen Öffentlichkeit kaum wahrgenommen wurde, erzielte er im Ausland anständige Verkaufswerte.

## Kritik
In einer kurzen Kritik schrieb Vincent Canby, dass der Film „nicht gerade zusammenhanglos sei, aber es scheint, dass der ursprüngliche Sinn des Films verloren gegangen sei“. Leonard Maltin schrieb, dass der Film „interessanter sei als Bakshis andere späte Filme, […] aber als Unterhaltung größtenteils vulgär und sinnlos sei.“
Der Animationshistoriker Jerry Beck schrieb, dass „der Anfang des Films sehr vielversprechend sei, mit einem Mülleimer, der mit Müll über das Leben diskutiert, was ein Beispiel dafür sei, was Bakshi am besten konnte – mit Animation als Medium sich über die Gesellschaft zu äußern. Leider setze er das in diesem Film nicht genug ein. Auf dem Höhepunkt des Films gebe es eine sehr einfallsreiche Fantasy-Sequenz, als Crazy während der Schießerei Halluzinationen hat. Schon allein diese Szene rechtfertige fast den ganzen Film. Ansonsten seien die Filmideen aber in Coonskin, Heavy Traffic und Fritz the Cat besser umgesetzt“.
Hey Good Lookin’ erreichte durch seine Bekanntheit vor allem über Kabelfernsehen und Video Kultstatus. Quentin Tarantino erklärte, dass er Hey Good Lookin’ vor Martin Scorseses Hexenkessel bevorzuge. Die Version aus dem Jahre 1974 blieb bis heute unveröffentlicht, obwohl Warner Bros. den kompletten Film in Besitz haben.